# Rychlobruslení na Zimních olympijských hrách 1980
Závody v rychlobruslení se na Zimních olympijských hrách 1980 v Lake Placid uskutečnily ve dnech 14.–23. února 1980 na otevřené dráze James B. Sheffield Olympic Skating Rink. Celkem se jich zúčastnilo 128 rychlobruslařů (74 mužů a 54 žen) z 20 zemí. Nejúspěšnějším účastníkem se stal americký rychlobruslař Eric Heiden, který získal zlaté medaile ve všech pěti mužských disciplínách.

## Přehled
V Lake Placid bylo na programu celkem 9 závodů, pět pro muže a čtyři pro ženy. Muži startovali na tratích 500 m, 1000 m, 1500 m, 5000 m a 10 000 m, ženy na tratích 500 m, 1000 m, 1500 m a 3000 m.

## Medailové pořadí zemí

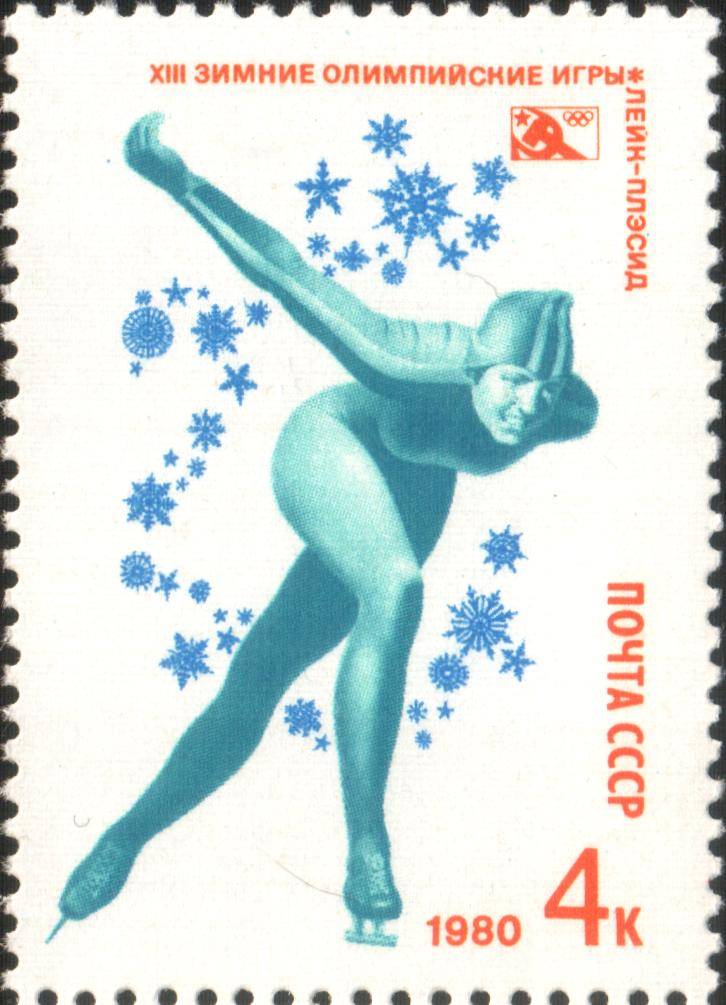
Sovětská známka s motivem rychlobruslení vydaná při příležitosti ZOH 1980

| Pořadí  | Země                                 | Zlato | Stříbro | Bronz | Celkově |
| ------- | ------------------------------------ | ----- | ------- | ----- | ------- |
| 1.      | Spojené státy americké (USA)         | 5     | 2       | 1     | 8       |
| 2.      | Norsko (NOR)                         | 1     | 2       | 4     | 7       |
| 3.      | Nizozemsko (NED)                     | 1     | 2       | 1     | 4       |
| 4.      | Německá demokratická republika (GDR) | 1     | 1       | 2     | 4       |
| 4.      | Sovětský svaz (URS)                  | 1     | 1       | 2     | 4       |
| 6.      | Kanada (CAN)                         | 0     | 1       | 0     | 1       |
| Celkově | Celkově                              | 9     | 9       | 10    | 28      |

## Muži

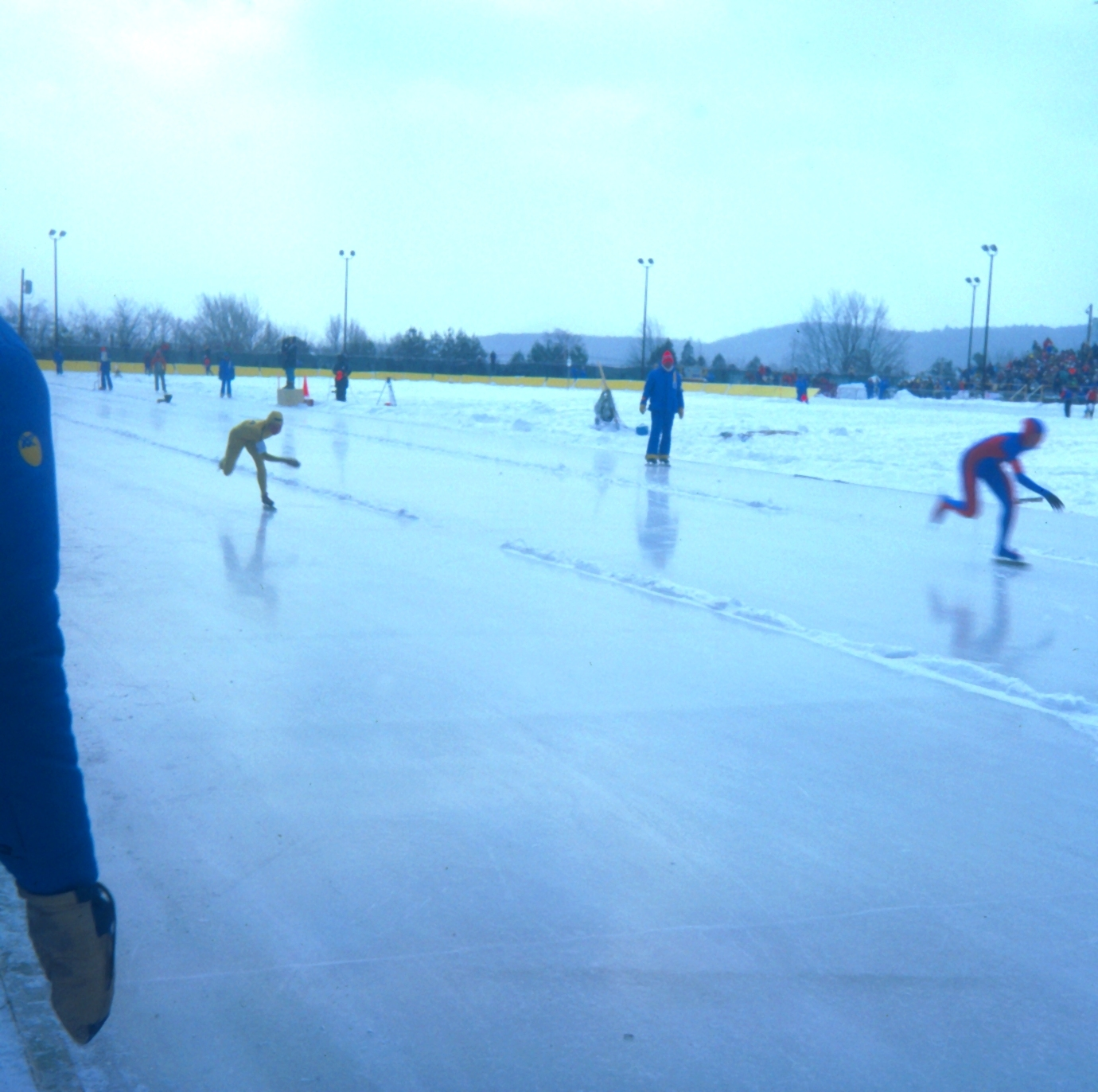
Závody v rychlobruslení na ZOH 1980

### 500 m
| Pořadí           | Jméno               | Země                   | Čas        | Ztráta |
| ---------------- | ------------------- | ---------------------- | ---------- | ------ |
| Zlatá medaile    | Eric Heiden         | Spojené státy americké | 38,03 (OR) | 0,00   |
| Stříbrná medaile | Jevgenij Kulikov    | Sovětský svaz          | 38,37      | +0,34  |
| Bronzová medaile | Lieuwe de Boer      | Nizozemsko             | 38,48      | +0,45  |
| 4.               | Frode Rønning       | Norsko                 | 38,66      | +0,63  |
| 5.               | Dan Immerfall       | Spojené státy americké | 38,69      | +0,66  |
| 6.               | Jarle Pedersen      | Norsko                 | 38,83      | +0,80  |
| 7.               | Anatolij Medennikov | Sovětský svaz          | 38,88      | +0,85  |
| 8.               | Gaétan Boucher      | Kanada                 | 38,90      | +0,87  |
| 9.               | Jan Józwik          | Polsko                 | 39,01      | +0,98  |
| 10.              | Jan-Ake Carlberg    | Švédsko                | 39,03      | +1,00  |

### 1000 m
| Pořadí           | Jméno             | Země                           | Čas          | Ztráta |
| ---------------- | ----------------- | ------------------------------ | ------------ | ------ |
| Zlatá medaile    | Eric Heiden       | Spojené státy americké         | 1:15,18 (OR) | 0,00   |
| Stříbrná medaile | Gaétan Boucher    | Kanada                         | 1:16,68      | +1,50  |
| Bronzová medaile | Frode Rønning     | Norsko                         | 1:16,91      | +1,73  |
| Bronzová medaile | Vladimir Lobanov  | Sovětský svaz                  | 1:16,91      | +1,73  |
| 5.               | Peter Mueller     | Spojené státy americké         | 1:17,11      | +1,93  |
| 6.               | Bert de Jong      | Nizozemsko                     | 1:17,29      | +2,11  |
| 7.               | Andreas Dietel    | Německá demokratická republika | 1:17,71      | +2,53  |
| 8.               | Oloph Granath     | Švédsko                        | 1:17,74      | +2,56  |
| 9.               | Sergej Chlebnikov | Sovětský svaz                  | 1:17,96      | +2,78  |
| 10.              | Lieuwe de Boer    | Nizozemsko                     | 1:17,97      | +2,79  |

### 1500 m
| Pořadí           | Jméno              | Země                           | Čas          | Ztráta |
| ---------------- | ------------------ | ------------------------------ | ------------ | ------ |
| Zlatá medaile    | Eric Heiden        | Spojené státy americké         | 1:55,44 (OR) | 0,00   |
| Stříbrná medaile | Kay Stenshjemmet   | Norsko                         | 1:56,81      | +1,37  |
| Bronzová medaile | Terje Andersen     | Norsko                         | 1:56,92      | +1,48  |
| 4.               | Andreas Dietel     | Německá demokratická republika | 1:57,14      | +1,73  |
| 5.               | Jurij Kondakov     | Sovětský svaz                  | 1:57,36      | +1,92  |
| 6.               | Jan Egil Storholt  | Norsko                         | 1:57,95      | +2,51  |
| 7.               | Tomas Gustafson    | Švédsko                        | 1:58,18      | +2,74  |
| 8.               | Vladimir Lobanov   | Sovětský svaz                  | 1:59,30      | +3,86  |
| 9.               | Jevgenij Salunskij | Sovětský svaz                  | 1:59,47      | +4,03  |
| 9.               | Andreas Ehrig      | Německá demokratická republika | 1:59,47      | +4,03  |

### 5000 m
| Pořadí           | Jméno                | Země                           | Čas          | Ztráta |
| ---------------- | -------------------- | ------------------------------ | ------------ | ------ |
| Zlatá medaile    | Eric Heiden          | Spojené státy americké         | 7:02,29 (OR) | 0,00   |
| Stříbrná medaile | Kay Stenshjemmet     | Norsko                         | 7:03,28      | +0,99  |
| Bronzová medaile | Tom Erik Oxholm      | Norsko                         | 7:05,59      | +3,30  |
| 4.               | Hilbert van der Duim | Nizozemsko                     | 7:07,97      | +5,69  |
| 5.               | Øyvind Tveter        | Norsko                         | 7:08,36      | +6,07  |
| 6.               | Piet Kleine          | Nizozemsko                     | 7:08,96      | +6,67  |
| 7.               | Mike Woods           | Spojené státy americké         | 7:10,39      | +8,10  |
| 8.               | Ulf Ekstrand         | Švédsko                        | 7:13,13      | +10,84 |
| 9.               | Yep Kramer           | Nizozemsko                     | 7:14,09      | +11,80 |
| 10.              | Andreas Ehrig        | Německá demokratická republika | 7:14,56      | +12,27 |

### 10 000 m
| Pořadí           | Jméno                | Země                           | Čas           | Ztráta |
| ---------------- | -------------------- | ------------------------------ | ------------- | ------ |
| Zlatá medaile    | Eric Heiden          | Spojené státy americké         | 14:28,13 (OR) | 0,00   |
| Stříbrná medaile | Piet Kleine          | Nizozemsko                     | 14:36,03      | +7,90  |
| Bronzová medaile | Tom Erik Oxholm      | Norsko                         | 14:36,60      | +8,47  |
| 4.               | Mike Woods           | Spojené státy americké         | 14:39,53      | +11,40 |
| 5.               | Øyvind Tveter        | Norsko                         | 14:43,53      | +15,40 |
| 6.               | Hilbert van der Duim | Nizozemsko                     | 14:47,58      | +19,45 |
| 7.               | Viktor Ljoskin       | Sovětský svaz                  | 14:51,72      | +23,59 |
| 8.               | Andreas Ehrig        | Německá demokratická republika | 14:51,94      | +23,81 |
| 9.               | Jasuhiro Šimizu      | Japonsko                       | 14:57,48      | +29,35 |
| 10.              | Sergej Berezin       | Sovětský svaz                  | 15:04,68      | +36,55 |

## Ženy

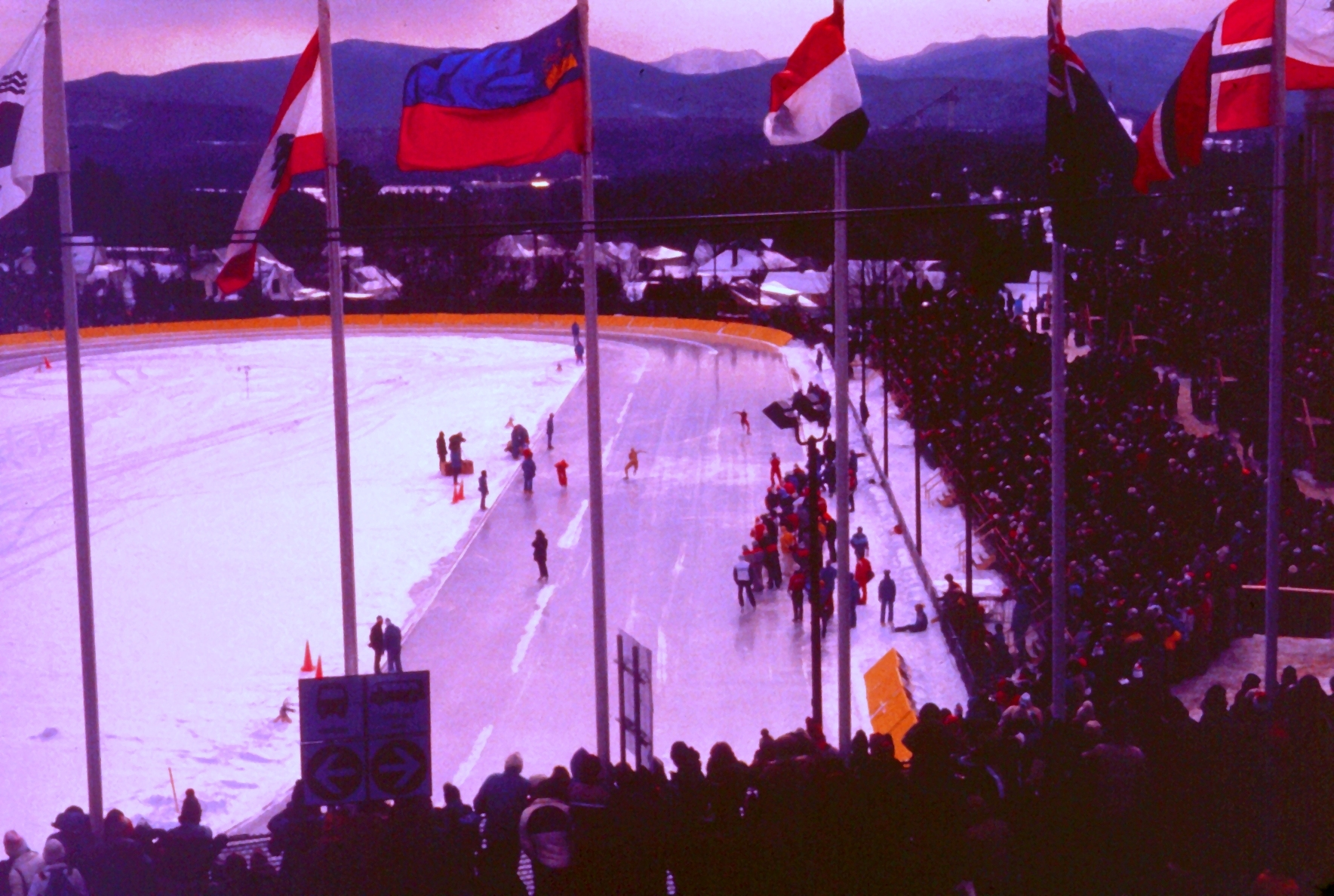
Závody v rychlobruslení na ZOH 1980

### 500 m
| Pořadí           | Jméno                  | Země                           | Čas        | Ztráta |
| ---------------- | ---------------------- | ------------------------------ | ---------- | ------ |
| Zlatá medaile    | Karin Enkeová          | Německá demokratická republika | 41,78 (OR) | 0,00   |
| Stříbrná medaile | Leah Muellerová        | Spojené státy americké         | 42,26      | +0,48  |
| Bronzová medaile | Natalja Petrusjovová   | Sovětský svaz                  | 42,42      | +0,64  |
| 4.               | Ann-Sofie Järnströmová | Švédsko                        | 42,47      | +0,69  |
| 5.               | Makiko Nagajaová       | Japonsko                       | 42,70      | +0,92  |
| 6.               | Cornelia Jacobová      | Německá demokratická republika | 42,98      | +1,20  |
| 7.               | Beth Heidenová         | Spojené státy americké         | 43,18      | +1,40  |
| 8.               | Taťjana Tarasovová     | Sovětský svaz                  | 43,26      | +1,48  |
| 9.               | Sylvia Burkaová        | Kanada                         | 43,43      | +1,65  |
| 10.              | Irina Kovrovová        | Sovětský svaz                  | 43,50      | +1,72  |

### 1000 m
| Pořadí           | Jméno                  | Země                           | Čas          | Ztráta |
| ---------------- | ---------------------- | ------------------------------ | ------------ | ------ |
| Zlatá medaile    | Natalja Petrusjovová   | Sovětský svaz                  | 1:24,10 (OR) | 0,00   |
| Stříbrná medaile | Leah Muellerová        | Spojené státy americké         | 1:25,41      | +1,31  |
| Bronzová medaile | Sylvia Albrechtová     | Německá demokratická republika | 1:26,46      | +2,36  |
| 4.               | Karin Enkeová          | Německá demokratická republika | 1:26,66      | +2,56  |
| 5.               | Beth Heidenová         | Spojené státy americké         | 1:27,01      | +2,91  |
| 6.               | Annie Borckinková      | Nizozemsko                     | 1:27,24      | +3,14  |
| 7.               | Sylvia Burkaová        | Kanada                         | 1:27,50      | +3,40  |
| 8.               | Ann-Sofie Järnströmová | Švédsko                        | 1:28,10      | +4,00  |
| 9.               | Sylvia Filipssonová    | Švédsko                        | 1:28,18      | +4,08  |
| 10.              | Annette Karlssonová    | Švédsko                        | 1:28,25      | +4,15  |

### 1500 m
| Pořadí           | Jméno                  | Země                           | Čas          | Ztráta |
| ---------------- | ---------------------- | ------------------------------ | ------------ | ------ |
| Zlatá medaile    | Annie Borckinková      | Nizozemsko                     | 2:10,95 (OR) | 0,00   |
| Stříbrná medaile | Ria Visserová          | Nizozemsko                     | 2:12,35      | +1,40  |
| Bronzová medaile | Sabine Beckerová       | Německá demokratická republika | 2:12,38      | +1,43  |
| 4.               | Bjørg Eva Jensenová    | Norsko                         | 2:12,59      | +1,64  |
| 5.               | Sylvia Filipssonová    | Švédsko                        | 2:12,84      | +1,89  |
| 6.               | Andrea Mitscherlichová | Německá demokratická republika | 2:13,05      | +2,10  |
| 7.               | Beth Heidenová         | Spojené státy americké         | 2:13,10      | +2,15  |
| 8.               | Natalja Petrusjovová   | Sovětský svaz                  | 2:14,15      | +3,20  |
| 9.               | Sylvia Albrechtová     | Německá demokratická republika | 2:14,27      | +3,32  |
| 10.              | Sylvia Burkaová        | Kanada                         | 2:14,65      | +3,70  |

### 3000 m
| Pořadí           | Jméno                   | Země                           | Čas          | Ztráta |
| ---------------- | ----------------------- | ------------------------------ | ------------ | ------ |
| Zlatá medaile    | Bjørg Eva Jensenová     | Norsko                         | 4:32,13 (OR) | 0,00   |
| Stříbrná medaile | Sabine Beckerová        | Německá demokratická republika | 4:32,79      | +0,66  |
| Bronzová medaile | Beth Heidenová          | Spojené státy americké         | 4:33,77      | +1,64  |
| 4.               | Andrea Mitscherlichová  | Německá demokratická republika | 4:37,69      | +5,56  |
| 5.               | Erwina Ryśová-Ferensová | Polsko                         | 4:37,89      | +5,76  |
| 6.               | Mary Docterová          | Spojené státy americké         | 4:39,29      | +7,16  |
| 7.               | Sylvia Filipssonová     | Švédsko                        | 4:40,22      | +8,06  |
| 8.               | Natalja Petrusjovová    | Sovětský svaz                  | 4:42,59      | +10,46 |
| 9.               | Olga Pleškovová         | Sovětský svaz                  | 4:43,11      | +10,98 |
| 10.              | Sarah Docterová         | Spojené státy americké         | 4:43,30      | +11,17 |

## Program
| Den    | Datum          | Závod         |
| ------ | -------------- | ------------- |
| den 1  | 14. února 1980 | 1500 m ženy   |
| den 2  | 15. února 1980 | 500 m muži    |
| den 2  | 15. února 1980 | 500 m ženy    |
| den 3  | 16. února 1980 | 5000 m muži   |
| den 4  | 17. února 1980 | 1000 m ženy   |
| den 6  | 19. února 1980 | 1000 m muži   |
| den 7  | 20. února 1980 | 3000 m ženy   |
| den 8  | 21. února 1980 | 1500 m muži   |
| den 10 | 23. února 1980 | 10 000 m muži |

## Zúčastněné země
- Austrálie (2)
- Čína (13)
- Finsko (4)
- Francie (1)
- Itálie (3)
- Japonsko (8)
- Jižní Korea (5)
- Kanada (8)
- Mongolsko (2)
- Německá demokratická republika (9)
- Nizozemsko (9)
- Norsko (11)
- Polsko (2)
- Rumunsko (3)
- Sovětský svaz (16)
- Spojené státy americké (11)
- Švédsko (9)
- Švýcarsko (1)
- Velká Británie (6)
- Západní Německo (4)